# Destino de la Nación (partido político)
Ult Tagdyry (en kazajo: Ұлт тағдыры; lit: Destino de la Nación) es un movimiento político kazajo de ideología nacionalista formado el 28 de julio de 2005 bajo el liderazgo de Dos Koshim. La formación se oponía a la continuidad prolongada del régimen de Nursultán Nazarbáyev, y se hizo conocida por presentar a Amirjan Qosanov como candidato en las elecciones presidenciales de 2019, en las cuales obtuvo el 16,23% de los votos y se ubicó en segundo puesto detrás del presidente Kasim-Yomart Tokaev, del partido oficialista Nur Otan, representando el mejor resultado para un candidato opositor en la historia electoral del país. No presentó una lista en las elecciones parlamentarias de 2021.